# 博洛富塔
博洛富塔（法語：Bolo-Fouta），是馬里的城鎮，位於該國南部，由錫卡索區的揚福利拉省負責管轄，處於揚福利拉以東38公里，面積171平方公里，2009年人口4,413，人口密度每平方公里26人。